# Renier Baaken
Renier Baaken (* 1949) ist ein deutscher Schauspieler, Regisseur sowie Hörspiel- und Hörbuchsprecher.

## Leben und Wirken
Renier Baaken studierte in Düsseldorf englische und amerikanische Literaturwissenschaft, Psychologie, Philosophie und Theaterwissenschaft. Theaterauftritte hatte er in der Folge unter anderem am Düsseldorfer Schauspielhaus und am Schlosstheater Moers, wo er auch als Regieassistent tätig war. Daneben wirkte er in mehreren Fernsehspielen und -serien wie Achtung Zoll oder MS Franziska mit. Ab 1980 arbeitete er als Theaterregisseur am Theater Lüneburg, Pfalztheater Kaiserslautern, Theater Hildesheim, Stadttheater Hof, an der Goethe-Freilichtbühne Porta Westfalica und als Chefdramaturg und Hausregisseur am Mainfranken Theater Würzburg.
Er schrieb zahlreiche Kinderstücke, darunter das preisgekrönte Was für´n Zirkus. Seit Beginn der 1990er Jahre widmet sich Renier Baaken verstärkt dem Bereich Hörspiel und Synchronisation. Beispielsweise gibt es zahllose Hörbücher und Hörspiele der deutschen Science-Fiction-Serie Perry Rhodan mit seiner Beteiligung. Als Synchronsprecher wirkte er in nahezu 400 Filmproduktionen mit. Häufig hört man seine Stimme auch in Zeichentrickserien, Videospielen oder Werbespots. Seit 1990 arbeitet er als Stückautor und ist Künstlerischer Leiter des Freilichttheaters Giebelstadt (Florian-Geyer-Spiele).
Renier Baaken lebt in Bamberg.

## Filmografie (Auswahl)
- 1978: Vorsicht! Frisch gewachst! (Fernsehserie, 1 Folge)
- 1978: Medienklinik (Fernsehserie, 1 Folge)
- 1978: MS Franziska (Fernsehserie, 2 Folgen)
- 1980–1981: Achtung Zoll! (Fernsehreihe)

## Synchronrollen (Auswahl)
- 1999–2000: Dragon Ball als Turnieransager
- 2009–2010: Bleach als Sajin Komamura
- 2009–2010: Trigun als Earl Bastalk
- 2009–2010: Fullmetal Alchemist als Gluttony
- 2013: Tenkai Knights: Die Tenkai Ritter als Mr. White
- 2014–2015: Fullmetal Alchemist: Brotherhood als Gluttony
- 2017: Blue Exorcist als Hoshino
- 2018: Ein Mops zum Verlieben als Mr. Peters
- 2019: Death Note: Relight - Visions of a God als Arayoshi Hatori
- 2020: Bleach: Fade to Black (Animefilm, als Sajin Komamura)

## Hörspiele (Auswahl)
- 1979: Peter Wagner: Der Leichenträger – Regie: Eaghor E. Kostetzky
- 2005: Thilo Reffert: Tom und die anderen – Regie: Susanne Krings
- 2005: Caroline Gawn: Betrug – Regie: Angeli Backhausen
- 2005: Pierre-Jean Bouyer: Nichts als ein Bild – Regie: Thomas Werner
- 2018: Liu Cixin: Der dunkle Wald (2 Teile) – Regie: Martin Zylka

## Videospiele (Auswahl)
- Gothic II – Rollen: Lares, Dexter, Canthar, Matteo, Lehmar, Alrik u. a.
- Brothers in Arms: Earned in Blood – Rolle: Sergeant Kelly
- Brothers in Arms: Hell’s Highway – Rolle: Samuel Corrion
- Assassin’s Creed
- Death Stranding – Rolle: Deadman
- Risen – Rollen: Henson, Enrico, Phil, Leto, Yoki, Maliko
- Risen 2: Dark Waters – Rollen: Morris, Foster, Digger, Spencer, Miles, Cordobar